# Стара тврђава (Крф)
39° 37′ 23″ С; 19° 55′ 48″ И / 39.623° С; 19.930° И
Стара тврђава (грч. Παλαιό Φρούριο) је венецијанска тврђава у граду Крфу. Саграђена је на каменитом полуострву источно од древног града, између залива Керкира на северу и залива Гарица на југу.
Стари град Крф, пре венецијанске ере, бранили су византијска утврђења која су Млечани углавном заменили утврђењима властитог дизајна.  Као део својих одбрамбених планова, Млечани су одвојили подножје од остатка града Крфа стварањем Контрафоса, јарка који као морски канал повезује залив Керкира на северу са заливом Гарица на југу, правећи од тврђаве  вештачко острво. Утврда је успешно одбила све три главне османске опсаде: велику опсаду 1537. године, опсаду 1571. и другу велику опсаду Крфа 1716. године.
Град Крф је добио западно име Корфу по двоструким врховима тврђаве ("Coryphe" на грчком).

## Историја
Најранији наговештај утврђења на месту где је сада Стара тврђава датира из приближно 6. века нове ере, након што су Готи уништили древни град Коркиру. Инвазија Гота присилила је грађане Коркире да потраже уточиште унутар утврђења на полуострву града.
У периоду између 7. и 10. века нове ере није познато политичко или војно кретање у тврђави. Први извештај о обновљеним утврђењима јавља се почетком 11. века, када га Ана Комнина назива „снажно утврђеним градом Крфом” у својој књизи Алексијади.
Тврђава има два врха која су вековима били утврђени јаким кулама. Западни и виши врх, који је ближи граду, Византијци су учврстили око 12. века нове ере, а Млечани су га звали Castel a Terra или „Дворац у близини земље“, такође је звали Castel Nuovo или „Нови дворац". Источни врх звали Castel de Mar (Дворац на мору) или Castel Vecchio (Стари дворац), а једно време је коришћен и као складиште барута.
Након најезде Гота и све до 13. века, средњовековни град Крф развио се у границама полуострва које данас заузима Стара тврђава. Почетком 15. века Млечани су започели замену старих византијских утврђења.
Након прве опсаде Крфа од стране Османлија 1537. године, млетачки гувернер наредио је изградњу нових одбрамбених зона које су укључивале нове бастионе и куле које постоје до данас. Млетачки војни инжењери Саворњан и Мартиненго дизајнирали су бастионе за Тврђаву између 1545. и 1555. године, који се сматрају ремек-делима војног инжењерства.
Као део својих одбрамбених планова и како би обезбедили обод тврђаве, Млечани су направили Контрафосу, јарак који је претворио цитаделу у вештачко острво. Јарак постоји до данас, а локални становници га и даље називају његовим италијанским именом. Од стварања Контрафосе, приступ тврђави био је омогућен покретним мостом, који је у модерно време замењен сталним.

## Отоманске опсаде
Утврда је успешно одбила три главне османске опсаде: велику опсаду 1537. године, опсаду 1571. и другу велику опсаду Крфа 1716. године.

### Опсада 1537. године
Током Трећег млетачко-турског рата 1537. године, султан Сулејман Величанствени послао је војску од 25.000 људи под командом адмирала Хајрудина Барбаросе да нападну Крф. Османлије су упловиле у залив Говино, данашња Гувија, и наставили према граду Крфу, уништавајући село Потамос док су се кретали према граду.
Стара тврђава, једино утврђење града Крфа у том периоду, и утврђење Ангелокастро била су једина два места на острву која тада нису била у рукама освајача. У небрањеним деловима острва, султанова војска је људе убијала или заробљавала.
Чак и у Старој тврђави, жене, деца и старији, које су Млечани звали inutili (бескорисни), били су одбачени и остављени изван тврђаве да умру или буду поробљени. Одбијање људи на капији разљутило је Крфљане који су изгубили веру у ефикасност одбрамбених планова Венеције.
Крфска тврђава је успешно одбрањена, као и Ангелокастро. Док се повлачила са Крфа, османска војска је опустошила небрањена подручја и града Крфа и острва. Око 20 000 људи који нису успели да нађу склониште ни у једној тврђави је убијено или одведено у робље.

### Опсада 1571. године
У августу 1571. године, Османлије су опет покушале да освоје Крф. Заузели су Паргу и Моуртос на грчком копну, напали су острва Паксос и Антипаксос, где су се и искрцали.
Османска сила, на путу ка граду, прво је окупирала и уништила село Потамос.  Иако је градска тврђава на Крфу остала неоствојена, остатак Крфа је уништен, а небрањено цивилно становништво изван утврде је претрпело велике жртве. У градским предграђима су запаљене куће, цркве и јавне зграде.

### Опсада 1716. године
Током последњег млетачко-турског рата, 1716. године, Османлије су планирале да опет нападну Крф. У ишчекивању напада, Венеција је задужила грофа Јохана Шуленбурга за одбрану тврђаве. У припреми за турску опсаду, Шуленбург је додатно појачао одбрану Старе тврђаве.
Османска флота је напала Крф 6. јула 1716. годинеу. Након искрцавања распоредили су се на стратешким позицијама и поставили артиљерију на   оближња брда Аврамија и Сарока и започели бомбардовање тврђаве.
Након жестоких борби са Османлијама током којих су се Шуленбурга и локални крфски гарнизон истакли, Османлије су коначно одустали од планова за заузимање тврђаве и 19. августа 1716. напустили Крф, након опсаде која је трајала седам недеља.
Након опсаде, Млечани под грофом Шуленбургом развили су планове за ширење утврђења града и донета је одлука о изградњи нових утврда на брдима Аврами и Сароко како би се спречило било какво будуће бомбардовање старе тврђаве. Такође су изградили арсенал у Гувији како би сервисирали и поправили своју флоту.

## Катастрофа из 1718. ггодине
Године 1718. гром је погодио складиште барута у Castel de Mar узрокујући експлозију која је створила ланчану реакцију током које су експлодирале и три секундарне просторије са муницијом. То је уништило већину зграда унутар дворца, укључујући и палату генерала тврђаве и многе градске зграде.
Млатачки заповедник тврђаве, капетан Андреа Писани, брат млетачког дужда Алвиса Ђованија Моћенига, настрадао је заједно са члановима свог штаба. Стотине других људи је погинуло у експлозији, у „једној од највећих катастрофа” у историји Крфа.
Шуленбург је обновио Стару тврђаву и саградио две нове утврде на брдима Аврами и Сароко до 1721. године. Оне су на крају срушене када је Крф уједињен са Грчком како то захтевао Лондонски уговор (1864).

## Гувернер замка
Управнике старе и нове тврђаве бирао је млетачки сенат и именовао их на период од две године. Они су полагали заклетву пред сенатом и део те заклетве  је био да не комуницирају један са другим током двогодишњег мандата. То је било из безбедносних разлога у случају да један  може наговорити другог да почини издају против републике.

## Бомбардовање
Италијанске ваздухопловне снаге бомбардовале су Стару и Нову тврђаву током инцидента на Крфу 1923. године.

## Нацистичка окупација
Нацисти су користили тврђаву на крају Другог светског рата како би заробили Јевреје пре депортације са острва. Крфовим Јеврејима је 8. јуна 1944. године, речено да се следећег јутра јаве у Стару тврђаву. Када су то чули, неки Јевреји су побегли у унутрашњост, али је већина, у страху за своје породице, отишла 9. јуна ујутро у стару тврђаву, како им је речено. Тамо су их нацисти натерали да предају накит и кључеве од својих имања, а након тога су одведени у затвор унутар Тврђаве. Затвор Јевреја, под оштрим условима и без рудиментарних погодности, трајао је данима док коначно нису превезени на Лефкаду, а потом на Патрас, Пиреј и Хајдари, након чега је 1800 крфских Јевреја  железницом депортовано у логор Биркенау. Од оних који су били присиљени да напусте Крф, 120 се на крају вратило.

## Модерна времена
Стара тврђава сада функционише као отворени споменик. У старој британској касарни смештена је Крфска јавна библиотека. Тврђава се такође користе за разне врсте културних и уметничких изложби. Хеленска лабораторија за истраживање музике Јонског универзитета такође је смештена на Старој тврђави.

## Филм
Тврђава је била локација сцене из филма о Џејмсу Бонду Само за твоје очи у ком Бонд, свог злог противника гурне са литице.